# Виньско (гмина)
Виньско (пол. Wińsko) — сельская гмина (волость) в Польше, входит как административная единица в Волувский повет, Нижнесилезское воеводство. Население — 8700 человек (на 2004 год).

## Демография
| Перепись                       | Всего   | Всего | Женщины | Женщины | Мужчины | Мужчины |
| ------------------------------ | ------- | ----- | ------- | ------- | ------- | ------- |
| Единицы                        | человек | %     | человек | %       | человек | %       |
| Население                      | 8700    | 100   | 4394    | 50,5    | 4306    | 49,5    |
| Плотность населения (чел./км²) | 34,9    | 34,9  | 17,6    | 17,6    | 17,3    | 17,3    |

## Сельские округа
1. Александровице
2. Башин
3. Бялавы-Мале
4. Бялавы-Вельке
5. Борашице-Мале
6. Борашице-Вельке
7. Бжузка
8. Будкув
9. Бушковице-Мале
10. Хвалковице
11. Домбе
12. Доманице
13. Глембовице
14. Грыжыце
15. Гжешин
16. Ивно
17. Клещовице
18. Конары
19. Козово
20. Кшелюв
21. Лазы
22. Маловице
23. Мочидльница-Кляшторна
24. Можина
25. Ожешкув
26. Пискожина
27. Пшиборув
28. Райчин
29. Рогув-Воловски
30. Рудава
31. Слуп
32. Смогожув-Вельки
33. Смогожувек
34. Сташовице
35. Стрыйно
36. Тужаны
37. Венгжце
38. Виньско
39. Вжешув
40. Вышенцице

## Поселения
1. Бялкув
2. Чаплице
3. Голашув
4. Якубиковице
5. Млоты
6. Мыслошув
7. Нарокув
8. Рогувек
9. Тшциница-Воловска
10. Венглево

## Соседние гмины
1. Гмина Емельно
2. Гмина Прусице
3. Гмина Рудна
4. Гмина Сцинава
5. Гмина Вонсош
6. Гмина Волув
7. Гмина Жмигруд